# 魔岩唱片
魔岩唱片是臺灣過往的唱片公司，為滾石唱片旗下品牌，旗下藝人及發行作品以搖滾及實驗性風格為特色。1992年成立「魔岩文化股份有限公司」，1995年更名為「魔岩唱片股份有限公司」，2002年結束營業。

## 創立
魔岩唱片創立人為「Landy」張培仁，他於1991年初獲母公司滾石唱片同意，離開滾石唱片副總經理職位，成立魔岩文化，並在魔岩旗下成立「中國火」品牌，經營以北京為主的中國大陸搖滾音樂。同時在台灣開設編輯出版部門，編輯以會員為主的《滾石雜誌》，以及系統藝人書籍及樂譜。
魔岩唱片的名字由來，據張培仁的訪問說法，是因為滾石系列的子公司都以「石」為名，他希望能比石更恢宏，因此叫「MagicStone」。而「魔」，則是他認為當時的音樂環境充滿各種偽善的聲音，因此比照武俠小說的故事，認為比起市場中的名門正派，他更像魔教中的人，對保守的環境也許是一種異類，但也是一種自由的自我的展現，因此取名「魔岩」。
1995年，滾石唱片子公司真言社製作解散，真言社旗下藝人都轉由魔岩唱片經營。

## 發行唱片列表
它的第一階段魔岩文化（中國火）的發行是透過滾石唱片，在1995年台灣魔岩唱片之後才擁有自己的發行部、擁有自己的發行編號。
如下:

| - MSD001 1995-07 伍佰 《伍佰的LIVE》 - MSD002 1995-10 合辑：《搖滾中國樂勢力》 - MSD003 1995-08 李泉 《上海夢》 - MSD004 1995-11 艾敬 《豔粉街的故事》 - MSD005 1995-09 羅百吉 《神聖舞會》 - MSD006 1995-10 竇唯 《豔陽天》 - MSD007 1996-01 王勇 《往生》 - MSD008 1996-03 劉元 《夢桃花》 - MSD009 1996-03 劉元 《舊路心情》 - MSD010 1995-11 猪頭皮 《我家是瘋人院》 - MSD011 1996-05 ADO樂隊 《我不能隨便說》 - MSD012 1996-05 古典經典 羅大佑 - MSD013 1996-01 黑名單工作室 《搖籃曲》 - MSD014 1996-02 合輯：《魔岩十大魔王之群魔亂舞》 - MSD015 1996-04 dMDM《愛上你只是我的錯》 - MSD016 1996 超載 《超載》 - MSD017 1996-07 羅百吉《甚麼世界》 - MSD018 1996-06 伍佰 《愛情的盡頭》 - MSD019 1996-10 周韌 《榨取》 - MSD020 1996-09 合輯：《中国火2》 - MSD021 1996-11 猪頭皮 《和諧的夜晚OAA》 - MSD022 1996-10 電影原聲大碟《南國再見南國》 - MSD023 1996-11 黎明柔 《我赖你》 - MSD024 1997-05 金門王與李炳輝 《流浪到淡水》 - MSD025 1997-07 楊乃文 《One》 - MSD026 1997-01 伍佰 《搖滾·浪漫》 - MSD027 1997-10 張震嶽 《這個下午很無聊》 - MSD028 1998-01 伍佰 《樹枝孤鳥》 - MSD029 1997-11 順子 《順子SHUNZA》 - MSD030 1998-11 郭英男 《生命之環》 - MSD031 1998-12 合輯：《霹靂英雄大團圓》 - MSD032 1998-05 林強 《春風少年兄》 - MSD033 1998-05 伍佰 《愛上别人是快樂的事》 - MSD034 1998-05 BABOO 《新台幣》 - MSD035 1998-05 電影原聲大碟 《少年也，安啦！》 - MSD036 1998-05 電影原聲大碟 《只要為你活一天 》 - MSD037 1998-05 張震嶽 《就是喜歡你》 - MSD038 1998-07 陳绮貞 《讓我想一想 》 - MSD039 1998 合輯：《霹靂英雄江湖人氣版》 - MSD040 1998-11 豬頭皮 《小豬頭皮的遊樂場》 - MSD041 1998-09 順子 《I Am Not a Star》 - MSD042 1999-01 林憶蓮 《鏗鏘玫瑰》 - MSD043 1999-06 陳明章 《勿問阮的名》 - MSD045 1999-01 金門王與李炳辉 《來去夏威夷》 - MSD046 1998-12 合辑：《Monster Live》 - MSD047 1999 電影原聲大碟《魔法阿媽之戀爱二世代》 - MSD048 1998-12 張震嶽 《秘密基地》 - MSD049 1999-03 順子 《OPEN UP》 - MSD050 1999-02 伍佰 《空襲警报》 - MSD051 1999-07 乩童秩序《愛會死》 - MSD052 1999-07 E-LIN 《E-LIN》 - MSD053 1999-07 靜 《2静》 - MSD054 1999-07 婷婷 《3婷婷》 | - MSD055 1999-07 合辑：《3EP美少女大戰》 - MSD056 1999-07 Ring 《Teen's Ring》 - MSD057 1999-08 豬頭皮 《傲骨人生》 - MSD058 1999-09 楊乃文 《Silence》 - MSD060 2000-09 李雨寰 《Techno love》 - MSD061 2001-01 竇唯 《夢》 - MSD062 2001-04 竇唯 《山河水》 - MSD066 2001-04 合輯 《搖滾中國樂勢力十年精選1》 - MSD067 2001-04 合辑：《搖滾中國樂勢力十年精選2》 - MSD068 1999-12 花儿乐队 《放學啦》 - MSD069 1999-09 婷婷 《愛的勝利》 - MSD070 2000-01 郭英男 《横跨黄色地球》 - MSD071 1999-12 纪曉君 《太陽 風 草原的聲音》 - MSD072 1999-11 伍佰 《白鴿》 - MSD073 1999-11 電影原聲大碟《爱情麻辣燙》 - MSD075 1999-11 花儿乐队 《花兒EP》 - MSD076 2000-03 陳绮貞 《Demo 2 - Cheer's Walkman》 - MSD077 2000-01 電影原聲大碟《聖石傳說》 - MSD078 2000-04 陳绮貞 《還是會寂寞》 - MSD079 2000-01 金門王與李炳輝 《Formosa 2000》 - MSD080 2000-03 豬頭皮 《猪頭2000：猪頭皮精選辑》 - MSD081 2000-06 李雨寰《認識李雨寰》 - MSD082 2000-09 林承光 《昨夜青春》 - MSD083 2000-11 黄一晉 《我的舞步》 - MSD084 2000-10 合輯 《原浪潮》 - MSD085 2000-11 糯米團 《青春鳥王》 - MSD086 2000-12 張震嶽 《有問题》 - MSD087 2000-11 黄妃 《黄妃》 - MSD088 2000-09 伍佰 《電影歌曲典藏》 - MSD089 2000-11 陳珊妮 《完美的呻吟》 - MSD090 2001-01 MC HOTDOG 《台湾地下饒舌狂》 - MSD091 2001-02 林强 《2001向前走》 - MSD092 2001-03 順子 《昨日。唯一。更多》 - MSD093 2001-05 楊乃文 《應該》 - MSD095 2001-03 合輯 《搖頭玩》 - MSD096 2001-04 張震嶽 《ORANGE》 - MSD097 2001-04 MC HOTDOG 《熱狗犬》 - MSD098 2001-07 張震嶽 《ORANGE 2》 - MSD099 2001-12 伍佰 《梦的河流》 - MSD100 2001-09 纪晓君 《野火春风》 - MSD101 2001-06 MC HOTDOG 《哈狗幫》 - MSD102 2001-08 Bjack 《Bjack Funk》 - MSD103 2001-07 糯米團 《Super Ep》 - MSD105 2001-08 徐懷鈺 《Miss Right》 - MSD106 2001-10 MC HOTDOG 《九局下半》 - MSD107 2001-11 陳綺貞 《DEMO 3》 - MSD108 2001-12 黄妃 《红桃12》 - MSD109 2001-12 《负君千行泪》电视原声带 - MSD110 2002-10 《薰衣草》电视原声带 - MSD111 2002-03 陈明章 《苏澳来ㄟ尾班车》 - MSD112 2002-09 張震嶽 《等我有一天》 - MSD113 2002-08 陳綺貞 《Groupies 吉他手》 - MSD115 2002-08 大支 《舌璨莲花》 - MSD116 2002-12 伍佰 《冬之火 九重天演唱会特选录音专辑》 |